# Kaskadenregelung
Bei der Kaskadenregelung handelt es sich um eine Kaskadierung mehrerer Regler, die zugehörigen Regelkreise sind ineinandergeschachtelt. Die Reglerausgangsgröße eines Reglers (Führungsregler) dient dabei als Führungsgröße für einen anderen (unterlagerter Regler). Die Gesamtregelstrecke wird dadurch in kleinere, besser regelbare Teilstrecken untergliedert. Gegenüber einem direkt wirkenden Regler erhöht sich die Regelgenauigkeit.
Die Kaskadenregelung wird zum Beispiel bei der Lageregelung von CNC-Maschinen eingesetzt:

Blockschaltbild ("Wirkungsplan") der Kaskadenregelung eines elektrischen Antriebs

s: Position (Lage), v: Geschwindigkeit (Drehzahl), a: Beschleunigung, U: Spannung, I: Strom im Motor

 rot   – Innerer Regelkreis, hier Stromregelkreis mit PI-Regler:
Regler 1: PI (rot);
Regelstrecke 1: PT1 (rot); Induktivität und el. Widerstand des Elektromotors,

grün – Mittlerer Regelkreis, hier Drehzahlregelkreis mit PI-Regler:
Regler 2: PI (grün);
Regelstrecke 2: PT1 (grün); Masse von Motor und Maschinenteil

blau – Äußerer Regelkreis, hier Lageregelkreis mit P-Regler:
Regler 3: P (blau);
Regelstrecke 3: I (blau); Geschwindigkeit verändert die Position

grau – Vorsteuerung der Drehzahl und Beschleunigung
Die inneren Regelkreise (Drehzahl- und Stromregelkreis) müssen schneller sein als die äußeren. Das heißt, ihre Zeitkonstanten müssen kleiner sein, damit die Kaskadenregelung funktioniert. Der Stromregler (PI) ist der schnellste von allen.
Die Vorsteuerung der Drehzahl und Beschleunigung ist nicht Teil der Kaskadenregelung. Sie verbessert das Führungsverhalten. Durch die Drehzahlvorsteuerung wird bei konstanter Geschwindigkeit der Lagefehler (Schleppfehler) etwa null. Wenn alle Störgrößen ausgeregelt sind, gilt: Istposition = Sollposition. Die Beschleunigungsvorsteuerung reduziert den Drehzahlfehler während der Beschleunigung.

## Weitere Beispiele
Regelung von Lüftungs- und Klimaanlagen
- Raumtemperatur-Zulufttemperatur-Kaskadenregelung oder
- Raumfeuchte-Zuluftfeuchte-Kaskadenregelung

Die Auswirkungen von Energiespeichern und Totzeiten auf Grund der Anlagenausdehnung werden dadurch verringert.
Stellungsregler bei Stellventilen
Der Prozessregler (PI oder PID) gibt eine Sollstellung vor, die der Stellungsregler (P oder PD) anfährt und dabei die Einflüsse von Reibung (Hysterese) und Vordruck (Nichtlinearität) im Ventil weitgehend ausgleicht.
Drehzahlregelung bei Synchronmaschinen
Der äußere Drehzahlregler gibt einen gewünschten Strom vor, der von einem inneren Regelkreis über die elektrische Spannung als Stellgröße eingeregelt wird.